# Sergio Bergamelli
Pour les articles homonymes, voir Bergamelli.
Sergio Bergamelli (né le 16 août 1970 à Alzano Lombardo, dans la province de Bergame, en Lombardie) est un ancien skieur alpin italien.

## Biographie
Sergio Bergamelli est un ancien skieur alpin . Il a participé à plusieurs compétition.

## Palmarès

### Coupe du monde
- Meilleur résultat au classement général : 43e en 1992
  - 1 victoire : 1 géant

### Saison par saison
- Coupe du monde 1992 :
  - Classement général : 43e
    - 1 victoire en géant : Kranjska Gora
- Coupe du monde 1993 :
  - Classement général : 62e
- Coupe du monde 1995 :
  - Classement général : 120e
- Coupe du monde 1996 :
  - Classement général : 81e
- Coupe du monde 1997 :
  - Classement général : 120e
- Coupe du monde 1998 :
  - Classement général : 70e
- Coupe du monde 1999 :
  - Classement général : 91e
- Coupe du monde 2000 :
  - Classement général : 67e
- Coupe du monde 2001 :
  - Classement général : 105e